# Giovanni da Verrazzano
Giovanni da Verrazzano (1491 - 1528) foi um explorador italiano que explorou a costa da América do Norte. Foi um dos navegadores italianos mais famosos na época das grandes descobertas geográficas.

## Vida
Ele nasceu por volta de 1485 da família proprietária do castelo de mesmo nome em Val di Greve. Segundo a tradição mais credível, seus pais eram Pier Andrea di Bernardo e Fiammetta Cappelli. Embora da Verrazzano tenha deixado uma descrição detalhada de suas viagens pela América do Norte, sabemos pouco sobre sua vida. Quando atingiu a maioridade (por volta de 1506-1507), ele escolheu a carreira de navegador e mudou-se para a Normandia para isso.

## Viagens
Ele fez inúmeras viagens no leste do Mar Mediterrâneo e, em 1523, foi enviado pelo rei francês Francisco I para explorar uma área entre a Flórida e a Terra Nova em busca de uma nova rota para o Oceano Pacífico. Saindo de Dieppe, contornou a costa espanhola e atravessou o Atlântico a bordo de uma pequena caravela com cerca de cinquenta homens. Aproximou-se da costa perto de Cape Fear por volta de 1º de março de 1524 e, após uma breve parada, continuou ao longo da costa na direção norte, ao largo da atual Carolina do Norte e da lagoa de Pamlico Sound, que ele descreveu em sua Carta a Francisco I como uma grande enseada que ele pensava ser o início do Oceano Pacífico, dando acesso direto às costas da China. Ele escreveu que o istmo tinha cerca de um quilômetro e meio de largura. Esta anotação esteve na origem de uma longa tradição cartográfica incorrecta, que se prolongou até ao século XVIII, começando com os mapas de Vesconte Maggiolo em 1527 e com Girolamo da Verrazzano (irmão de Giovanni) em 1529, que viram o continente norte-americano dividido em duas partes, unidas por um istmo muito pequeno na costa atlântica.
Giovanni da Verrazzano fez inúmeras escalas durante sua exploração, fazendo contato com os nativos americanos da costa. Continuando em andamento, ela passou pela baía de Chesapeake e pelo rio Delaware. Ela então chegou à baía de Nova York e ancorou em The Narrows, o estreito entre Staten Island e Long Island, onde recebeu um grupo de canoas nativas Lenape. Aqui ele observou o que acreditava ser um grande lago de água doce ao norte da baía, porém não encontrando a existência do rio Hudson. Continuando sua jornada para o norte, da Verrazzano contornou Long Island, cruzou Block Island Sound e entrou na baía de Narragansett, onde provavelmente encontrou o povo Narragansett. Em seguida, seguiu a costa norte até o atual Maine e o sudeste da Nova Escócia, e então reentrou na França via Newfoundland. Posteriormente, da Verrazzano fez mais duas viagens às Américas. Na primeira, a madeira "pau Brasil" foi adquirida no Brasil.
A causa da morte do explorador não é conhecida ao certo. Segundo alguns relatos, ele foi morto e comido por canibais nativos das Bahamas em 1528, em sua terceira viagem ao Novo Mundo.